# Menticirrhus panamensis
Menticirrhus panamensis es una especie de pez de la familia Sciaenidae en el orden de los Perciformes.

## Morfología
• Los machos pueden llegar alcanzar los 75 cm de longitud total.

## Alimentación
Come gusanos, crustáceos y moluscos.

## Hábitat
Es un pez  de mary, de clima tropical (37°N-22°N)  bentopelágico.

## Distribución geográfica
Se encuentra en el Océano Pacífico oriental central: la Baja California (México) y el Golfo de California.

## Uso comercial
Es común en los mercados locales.

## Observaciones
Es inofensivo para los humanos.